# Rubberboa
De rubberboa (Charina bottae) is een niet-giftige slang uit de familie reuzenslangen (Boidae).

## Naam en indeling
De wetenschappelijke naam van de soort werd voor het eerst voorgesteld door Henri Marie Ducrotay de Blainville in 1835. Oorspronkelijk werd de wetenschappelijke naam Tortrix bottae gebruikt. Later werd de soort ook aan andere geslachten toegewezen, zoals Wenona en Pseudoeryx. Het was lange tijd de enige soort uit het geslacht Charina.

## Uiterlijke kenmerken
De slang dankt de naam rubberboa aan de gladde, rubberachtige huid die als een zak om het lichaam lijkt te zitten en gemakkelijk plooit. De kop heeft kleine ogen met een verticale pupil. De staartpunt en de kop zijn moeilijk te onderscheiden. De schubben zijn klein en glanzend, de kleur is bruin, de buikzijde is lichter tot witgeel. Kleurpatronen ontbreken, opvallend is de staartpunt die oranje tot rood van kleur is. Jonge exemplaren hebben vaak heldere kleuren, ze zijn bij de geboorte minstens vijftien centimeter lang. De lengte van een volwassen slang is ongeveer 35 tot 85 cm, de meeste exemplaren meten ongeveer veertig tot cm.

## Levenswijze
De opvallend gekleurde staartpunt wordt bij bedreiging omhoog geheven, zodat een vijand de verkeerde kant aan valt en de kop geen schade wordt toegebracht. De smalle kop is makkelijk te verwarren met de stompe staartpunt, de littekens op de staarten van de boa's getuigen van een regelmatig gebruik van deze tactiek. Op het menu staan kleine gewervelden als zoogdieren, vogels, salamanders, hagedissen en andere slangen, waarschijnlijk worden ook kikkers gegeten. De slang kan niet alleen goed graven en klimmen maar is ook een goede zwemmer en heeft een levensverwachting van 40 tot 50 jaar in het wild. De boa is eierlevendbarend en brengt twee tot acht roze of geelbruine jongen ter wereld die volledig zijn ontwikkeld.

## Verspreiding en habitat
De rubberboa komt voor in delen van Noord-Amerika en leeft in de landen de Verenigde Staten en Canada
In de VS komt de slang voor in de staten Washington, Oregon, Californië, Idaho, Montana, Nevada, Utah en Wyoming, en in Canada in Brits-Columbia. De slang is aangetroffen tot een hoogte van ongeveer 3050 meter boven zeeniveau. De habitat bestaat uit graslanden, vochtige berglanden, langs waterstromen en bossen. De rubberboa is een kleine wurgslang, die in de regel schemer- en nachtactief is en zich soms ook overdag laat zien maar overdag meestal schuilt onder stenen en houtblokken.

## Beschermingsstatus
Door de internationale natuurbeschermingsorganisatie IUCN is de beschermingsstatus 'veilig' toegewezen (Least Concern of LC).